# Моряковський Затон
Моряко́вський Зато́н (рос. Моряковский Затон) — село у складі Томського району Томської області, Росія. Адміністративний центр Моряковського сільського поселення.

## Населення
Населення — 5156 осіб (2010; 4731 у 2002).
Національний склад (станом на 2002 рік):
- росіяни — 93 %